# Idrieus
Idrieus oder Hidrieus (altgriechisch Ἱδριεύς Hidrieús; † 344 v. Chr.) regierte seit 351 v. Chr. als Satrap von Karien (an der Südwestküste der heutigen Türkei). Er war einer der Hekatomniden, also der Sohn von Hekatomnos und somit Bruder von Ada, Artemisia II., Maussolos und Pixodaros. Seine Mutter ist unbekannt.
Idrieus war mit seiner Schwester Ada verheiratet und wurde, nach dem Tode der Artemisia, zusammen mit Ada Satrap von Karien. Geschwisterehen waren in der Dynastie der Hekatomniden üblich. Idrieus regierte sieben Jahre lang. Während dieser Zeit griff Artaxerxes III. Ägypten an und später Sidon. Sidon wurde eingenommen und die Einwohner flüchteten nach Zypern. Daraufhin befahl Artaxerxes dem Satrapen von Karien, eine Armee zu sammeln, um Zypern wieder zurückzuerobern. Dies gelang Idrieus im Jahr 345 v. Chr.
344 v. Chr. starb Idrieus an einer Krankheit. Zuvor hatte er seine Frau und Schwester Ada zu seiner Nachfolgerin erklärt, was allerdings ein Fehler war, da ihr jüngerer Bruder Pixadoros Ada stürzte. Aufgrund dessen ging die Macht von Karien, die Maussolos aufgebaut und Idrieus vergrößert hatte, langsam verloren. Zehn Jahre nach Idrieus Tod wurde Karien von den Persern regiert.
Idrieus ließ kurz vor seinem Tod in Labraunda in der Nähe der Stadt Mylasa (heute Milas) den Tempel für den örtlichen Hauptgott Zeus Labraundos, den sein Bruder Maussolos begonnen hatte, fertigstellen.